# Clara Guthrie d’Arcis

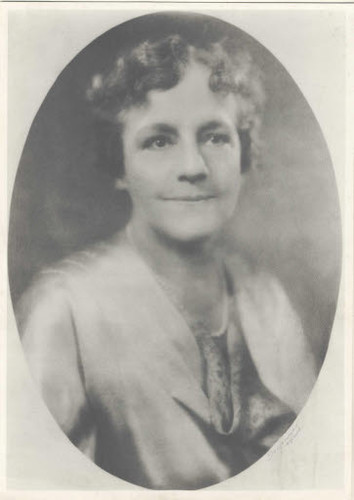
Clara Guthrie d'Arcis, um 1920

Clara Guthrie d’Arcis (* 22. Februar 1879 in New Orleans, Vereinigte Staaten; † 12. Mai 1937 in Genf) war eine Schweizer Pazifistin, Frauenrechtlerin und internationale Geschäftsfrau.
Sie war Gründerin und Präsidentin der Weltunion der Frauen für internationale Eintracht (Union mondiale de la femme pour la concorde internationale UMF) und im Vorstand des Friedens- und Abrüstungskomitees der Internationalen Frauenorganisationen (Peace and Disarmament Committee of the Women’s International Organizations).
Sie vertrat die Schweiz am 5. Fünfjahres Kongress des Internationalen Frauenrates 1911 in Berlin.

## Leben
Sie war die Tochter des Anwalts James Guthrie und seiner Frau Clara, geborene Cocke. Nach dem Tod ihrer Mutter wurde sie von ihrer Grossmutter, Caroline E. Merrick, aufgezogen, die eine Plantage in New Orleans besass. Durch sie kam Guthrie schon früh mit der Frauenbewegung in den Vereinigten Staaten in Kontakt und wurde eine der ersten amerikanischen Aktivistinnen für das Wahlrecht der Frauen und Befürworterin des Abolitionismus.
Sie heiratete Philip Cocke, mit dem sie die Tochter Elisabeth hatte. 1902 eröffnete und leitete sie eine Limonadenfabrik in Mississippi, deren Gewinne sie für wohltätige Zwecke spendete. Nach dem Konkurs des Unternehmens beschloss sie 1911, nach Genf zu ziehen. Nach der Scheidung vom Philipp Cocke heiratete sie 1916 den Schweizer Geschäftsmann Ludovic d’Arcis (1879–1950) von Chêne-Bougeries. Mit ihrem Mann betrieb sie ein erfolgreiches Importgeschäft für amerikanische Autos (General Motors) und andere Konsumgüter.

## Aktivitäten
Clara Guthrie d’Arcis glaubte, dass eine Erziehung zum Frieden, geleitet von Frauen, eine friedliche Weltordnung schaffen könne. Frauen hätten eine besondere Rolle bei Friedensbauten zu spielen, da sie mütterliche Sorge um die Erhaltung menschlichen Lebens hätten. Ihre Erfahrung als Friedensaktivistin und internationale Geschäftsfrau überzeugte sie davon, dass wirtschaftliche Ursachen von Kriegen vorrangig seien. Sie argumentierte, dass Bankiers und Industrielle, die Kriege finanzierten und Waffen und Kriegsmaterial produzierten, umerzogen werden müssten, um in Konsumgüter und andere Produkte für Friedenszeiten zu investieren. D’Arcis glaubte, dass moralische Erwägungen Geschäftsentscheidungen beeinflussen und Geschäftsleute Frieden und Abrüstung fördern müssten.
1915 gründete sie weiteren Frauen aus verschiedenen Ländern (darunter Marguerite Gobat, Camille Vidart, Pauline Chaponnière-Chaix, Léonore Gourfein-Welt) die Women's World Union for International Harmony (WUIM), der sie bis zu ihrem Tod vorstand. Ziel der Organisation war es, an der internationalen Eintracht zu arbeiten und eine Bewegung von Frauen aus allen Ländern für eine moralische Erziehung auf der Grundlage individueller Disziplin und individuellen Engagements zu werden.
Während des Ersten Weltkriegs setzte sich d’Arcis aktiv für die Förderung der industriellen und wirtschaftlichen Beziehungen zwischen der Schweiz und Frankreich sowie zwischen der Schweiz und den Vereinigten Staaten ein. Als die amerikanische Blockade gegenüber den Neutralen die amerikanischen Weizenlieferungen an die Schweiz ernsthaft bedrohten, wurde sie 1917 zur «Vermittlerin» zwischen der Schweiz und den Vereinigten Staaten. Ihr Artikel «Suisse et Amérique» im Journal de Genève vom 5. Mai 1917 gab den Anstoss für die erste offizielle Schweizer Mission nach Washington, die die Aufmerksamkeit von Präsident Wilson auf sich zog.
In der Zwischenkriegszeit engagierte sich d’Arcis im Komitee für Frieden und Abrüstung der Internationalen Frauenorganisationen (Comité de désarmement des organisations internationales féminines). 1920 gründete sie zusammen mit Eglantyne Jebb die internationale Kinderhilfsvereinigung Save the Children. Sie leitete das Fundraising für Aufenthalte kriegsbetroffener Kinder in der neutralen Schweiz.
1931 beteiligte sie sich an der Gründung eines Verbindungskomitees von Frauenverbänden zur Unterstützung der Friedensbemühungen (Peace and Disarmament Committee of the Women’s International Organizations). Sie leitete die Spendensammlung des Komitees und startete 1934 eine Spendenkampagne, die amerikanische Hersteller von Konsumgütern dazu drängte, anzuerkennen, dass die Produktion in Friedenszeiten profitabler war als die Herstellung für Kriege. Das Komitee für Frieden und Abrüstung veröffentlichte 1937 eine "Peace-Roll of Industry", in der Konzerne wie General Motors, US Steel und Shell Union Oil den Frieden als wesentlich für den Wohlstand erklärten.
Während ihrer Reisen in die Vereinigten Staaten setzte sie sich für Abrüstung und Freihandel ein. Im Jahr 1930 trug sie zur Senkung von 25 % der Zölle auf die Einfuhr von Schweizer Uhrenprodukten in die Vereinigten Staaten bei.

## Werke (Auswahl)
- Genug der Worte! Auf zur Tat! Was wir tun können und sollen. Botschaft der Frau Clara Guthrie d'Arcis, Präsidentin des Frauenweltbundes für internationale Eintracht, anlässlich des 11. Jahrestages der Gründung des Bundes, 9. Februar 1926. Genf: Internationales Zentralamt 1926.
- Mars, homme d’affaires. In: Journal de Genève No. 61 vom 3. März 1935, S. 6.